# Redlizzard
Redlizzard est un groupe de rock portugais, originaire d'Almada. Il est formé en 2008, par des musiciens ayant une expérience des groupes locaux : Patrick Elmer et Elvis Batista. Redlizzard sort l'EP In Your Face en 2011, l'album The Red Album en 2015, et The Black Album en 2019.
Leur style musical et leurs performances live ont permis au groupe de réaliser quelques exploits, comme la première partie du concert de Bon Jovi au Parque da Bela Vista en 2011, devant 56 000 personnes.

## Biographie

### Origines
Les débuts sur scène des Redlizzard ont lieu le 31 janvier 2009, au Ponto de Encontro (Casa Municipal da Juventude) d'Almada, devant environ 150 personnes. Le groupe se produit ensuite dans plusieurs bars et clubs, principalement dans la région du Grand Lisbonne.
Cherchant à montrer leur musique à un public plus large et à faire connaître leur travail plus rapidement, Redlizzard commence également à participer à des concours dans diverses localités du pays. Dans ces événements, le groupe se distingue par sa 2e place au Rock Alive'09, qui s'est tenu dans le Paradise Garage, par la 1re place obtenue à la 4e édition du Pop-Rock Grândola 2010, et par sa victoire à la Battle of the Bands 2010, organisée à Costa da Caparica.

### Débuts
Redlizzard commence l'année 2011 en entrant en studio pour enregistrer son premier EP, intitulé In Your Face (édition d'auteur). Ils participent également au XVIe Festival Música Moderna de Corroios 2011, où ils obtiennent la 2e place et sont choisis pour participer aux étapes de qualification du concours Have a Nice Day, sur scène avec Bon Jovi - promu par Hard Rock Cafe, Everything Is New et Rádio Comerciall.
Après avoir joué devant une salle du Hard Rock Cafe complètement remplie, le jury choisit le groupe pour participer à la finale de l'émission Nightstage de Commercial Radio. Cette opportunité amène Redlizzard à sortir l'EP en avance, en faisant une courte tournée promotionnelle avant le concert avec Bon Jovi,,.
Le 31 juillet 2011, Redlizzard monte sur scène et se produit devant 57 832 personnes, partageant l'ouverture du concert de Bon Jovi avec le groupe également portugais Klepht. En octobre, un mois avant la sortie de leur EP In Your Face, le groupe subit un revers avec le départ du bassiste David. Le 17 novembre 2011, Redlizzard commence la tournée promotionnelle In Your Face, déjà avec le nouveau bassiste Nuggy, à la Fnac d'Almada. Cette tournée dure 2 ans et demi, passant par des lieux mythiques comme le Hard Rock Cafe, Musicbox et Aula Magna. Fin 2011, Redlizzard remporte les Upper State Independent Awards (États-Unis), dans deux catégories : meilleur groupe pop rock et meilleur groupe international.

### The Red Album
Au cours de l'année 2013, Redlizzard commence à réfléchir au premier album du groupe et contacte le producteur anglais Joe « Slaughter » Foster, qui dans son cursus a eu la production de groupes comme The Jesus and Mary Chain, Primal Scream, ou My Bloody Valentine. Le processus d'écriture, de pré-production et d'enregistrement prend beaucoup de temps, en raison de la fin de la tournée In Your Face et du changement constant de bassiste. Le groupe commence les mixages des albums dans la seconde moitié de 2014 avec João Martins Sela, producteur bien connu de groupes comme Xutos & Pontapés, Da Weasel, João Pedro Pais ou UHF, entre autres.
Le 5 février 2015 sort le premier extrait de The Red Album, Reason to Live, déjà avec le retour du groupe à son line-up original. Le groupe commence alors la promotion de l'album, qui sort le 7 avril, et poursuit sa promotion « sur la route », avec The Red Tour 2015. Après la première partie de la tournée, le chanteur Mauro Carmo quitte le groupe.

### The Black Album
Après trois mois d'auditions, en janvier 2016, Redlizzard présente le nouveau frontman, Gerson Santos, ancien participant de l'émission Ídolos (4e édition), du Portugal au concours de l'Eurovision 2012 et de The Voice Portugal (7e édition) sortant la chanson The Answer, mixée par le producteur lauréat de plusieurs disques de platine Beau Hill (Winger, Warrant, Ratt, Europe, Kix, Alice Cooper).
Redlizzard font une courte tournée présentant le nouveau chanteur et dans laquelle ils avaient joué avec les groupes internationaux Ménage (Luso-Canadiens) et Tesouro (groupe hommage aux Héroes del Silencio avec Gonzalo Valdivia). Durant la première moitié de 2017, Redlizzard s'enferme en studio pour écrire et pré-produire le nouvel album, enregistrant même certains de ces moments en studio. Et quelques instants avant le début des enregistrements, le groupe subit à nouveau le revers du départ du bassiste David. Redlizzard invite alors Eurico Orvalho (Um Zero Azul) pour occuper le poste ouvert. Puis, Redlizzard sort le premier single Let It Rock!, du nouvel album, en février 2019 avec les mixages à nouveau en charge de João Martins Sela avec une production conjointe du groupe lui-même, João Martins Sela et Nuno Espírito Santo. Peu après la sortie de Let It Rock!, le groupe est invité à jouer la première partie du musicien nord-américain Marco Mendonza, des Dead Daisies, qui est venu à Lisbonne pour une tournée européenne avec son projet.
Le 23 mars 2019, le deuxième single du Black Album est publié, intitulé Shake It et Back Together était le troisième single, sorti le 3 mai. Les deux singles sont  une nouvelle fois mixés et masterisés par le producteur américain Beau Hill. Le nouvel album sort le 8 juin 2019.

## Membres

### Membres actuels
- Hugo Baptista — chant
- Patrick Elmer — guitare
- Elvis Batista — guitare
- Eurico Orvalho — basse
- Rick Gonçalves — batterie

### Anciens membres
- Gerson Santos — chant
- Mauro Carmo — chant
- David Smith — basse
- Mário « Nuggy » Valente — basse
- Rogério Rosário

### Musiciens invités
- Nuno Espirito Santo — basse

## Discographie

### Albums
- 2011 : In Your Face
- 2015 : The Red Album
- 2019 : The Black Album

### Singles
- 2011 : Push It Babe
- 2012 : If You Know Love
- 2015 : Reason to Live
- 2016 : The Answer (Beau Hill Mix)[17],[18]
- 2017 : Let It Rock![19]
- 2019 : Shake It (Beau Hill Mix)[20]
- 2019 : Back Together (Beau Hill Mix)[21]
- 2019 : Losing Control
- 2020 : Sometime It's You
- 2021 : Push It Babe (10º Aniversário)